# Alyssum montanum
L'alisso di monte (Alyssum montanum L.) è una pianta perenne della famiglia delle Brassicaceae.

## Etimologia
Il nome della famiglia (Brassicaceae) è stato proposto dal botanico italiano Teodoro Caruel (1830-1898) in sostituzione di Crocifere, che indicava la particolare caratteristica del fiore di presentarsi in quattro petali disposti in croce. 
Questa famiglia è composta da circa 200 generi e 2000 specie diverse. Il nome del genere Alyssum venne imposto prima dal Tournefort (1656-1708) e poi da Linneo (nel 1735). Alyssum deriva dal termine greco alysson e significa "contro la rabbia". Sembra infatti che alcune specie di questo genere abbiano delle proprietà medicinali, utilizzate un tempo per guarire gli infermi e in particolare per curare l'idrofobia. 
Questo genere comprende (secondo la classificazione più diffusa) 74 specie. Il nome della specie montanum indica chiaramente una pianta tipica delle zone montuose.

## Descrizione

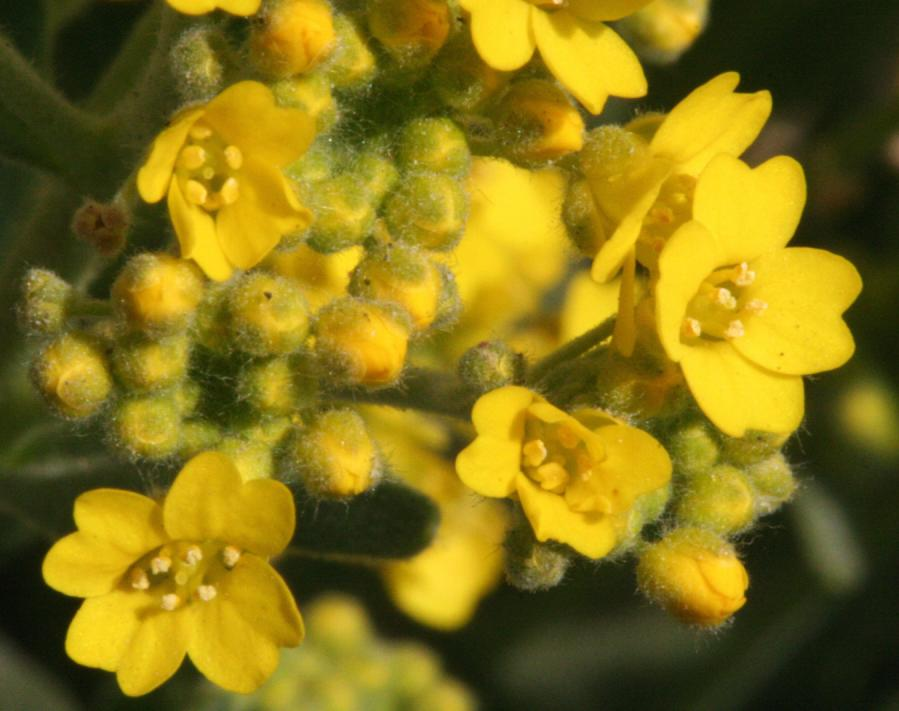
Infiorescenza

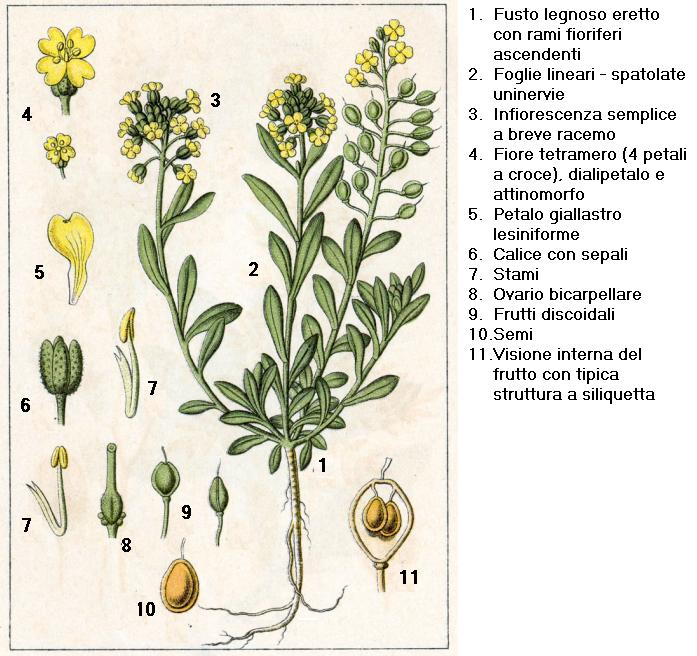
Descrizione delle parti della pianta

È alta fino a 30 cm, di colore grigio chiaro (sia il fusto che le foglie), per la presenza di peli stellati e dai fiori color giallo-pallido.

La forma biologica di questa pianta è definita: camefita suffruticosa (pianta perenne con fusto a tendenza legnosa, ma di modeste dimensioni).

### Fusto
Fusto legnoso strisciante (tipico delle suffrutice) è a carattere prostrato, ispido per la presenza di densi peli stellati. I rami fioriferi sono ascendenti.

### Foglie
Foglie lunghe fino a 2–3 cm, lineari e spatolate. Non sono presenti vere e proprie rosette . Le foglie sono uninervie e quelle cauline sono più piccole e pelose.

### Infiorescenza
Infiorescenza semplice a breve racemo allungato. Lunghezza: 5 – 15 cm.

### Fiori

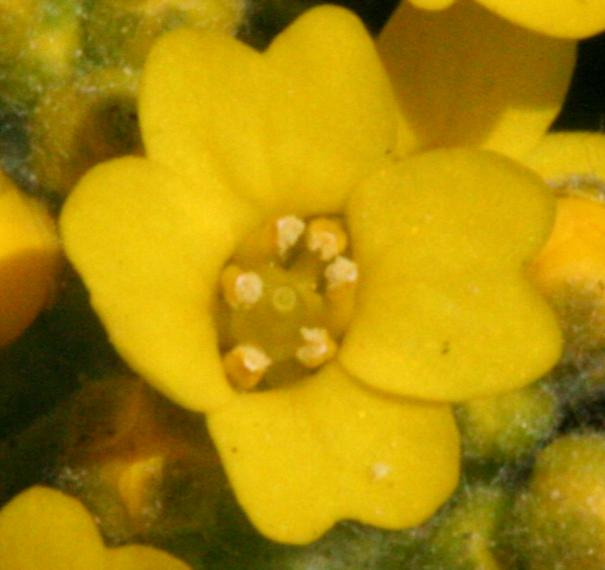
Particolare del fiore

Il fiore ha la struttura di un tetramero dialipetalo attinomorfo con 4 petali disposti a croce (da qui il nome primitivo della famiglia).

I sepali sono lunghi da 2 a 4 mm. I petali sono lunghi da 4 a 6 mm dal colore giallastro e sono brevemente retusi . 

Gli stami sono in numero di 6, mentre l’ovario è bicarpellare (2 carpelli) ed è posto sopra l'inserzione del perianzio con un piccolo stilo.
Fioritura: da marzo a maggio

### Frutti

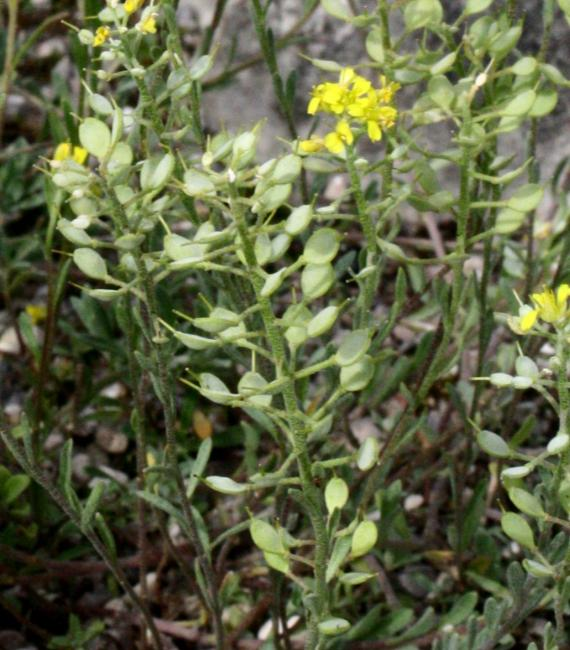
Siliquette discolidali (frutti di Alyssum montanum)

Frutti a forma discoidale ricoperti di peli stellati con peduncolo e stilo terminale. Diametro del frutto: 3 – 6 mm; lunghezza stilo: 1,5 – 2 mm; lunghezza peduncolo: 7 –8 mm. Il frutto è di forma ovoidale allungata che alla maturazione si scinde in due valve (parti); tra le due valve una membrana separa due serie di semi (tale struttura biologica viene denominata siliquetta).
Può essere utile evidenziare (vedi disegno a lato) la forma del frutto della nostra pianta a confronto del frutto di un'altra specie simile, sempre della stessa famiglia ma un altro genere: Draba azoides.

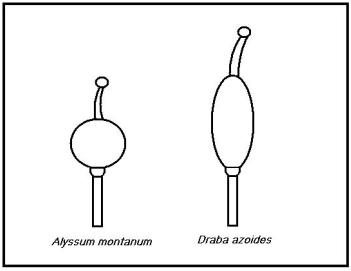
Forma delle siliquette di Alyssum e Draba

## Distribuzione e habitat
Fiorisce sui pendii rocciosi, zone erbose magre ma asciutte dal mezzo piano (200 – 300 m s.l.m.) fino a 1500 m s.l.m.
Si trova in Europa centrale e meridionale (questa specie è definita ad areale pontico-centroeuropeo). In Italia, in certe zone (fascia centrale delle Alpi), può essere rara; mentre è stata segnalata una certa presenza nelle Alpi orientali.

## Tassonomia
Questa pianta è classificata nella famiglia Brassicaceae (Cruciferae), ordine Brassicales. Il Sistema Cronquist assegnava la famiglia delle Brassicaceae all'ordine Capparales.
Varietà:
- Alyssum montanum L. var.australe Freyn: con fusti direttamente ascendenti; poca differenza di dimensioni tra le foglie basali e quelle cauline; puduncoli glabri. Diffusa soprattutto sul Carso Triestino e Penisola.
- Alyssum montanum L. var. pedemontanum (Rupr.) Baumg. : con fusti più prostrati; foglie basali più grandi delle cauline; peduncoli con peli patenti. Diffusa in Piemonte e Liguria.

Specie simili:
- Alyssum diffusum Ten. - Alisso diffuso: la lunghezza dello stilo è pari a quella del frutto; le foglie inferiori sono più piccole della nostra pianta ma in proporzione lievemente più larghe; l'infiorescenza è ancora più allungata.

È da rilevare che spesso Alyssum diffusum può essere confuso con forme poco sviluppate di A. montanum.

## Usi
Anticamente si usava contro i morsi di animali infetti. Ora viene coltivata soprattutto a scopi ornamentali nei giardini rocciosi collinari.

## Galleria d'immagini

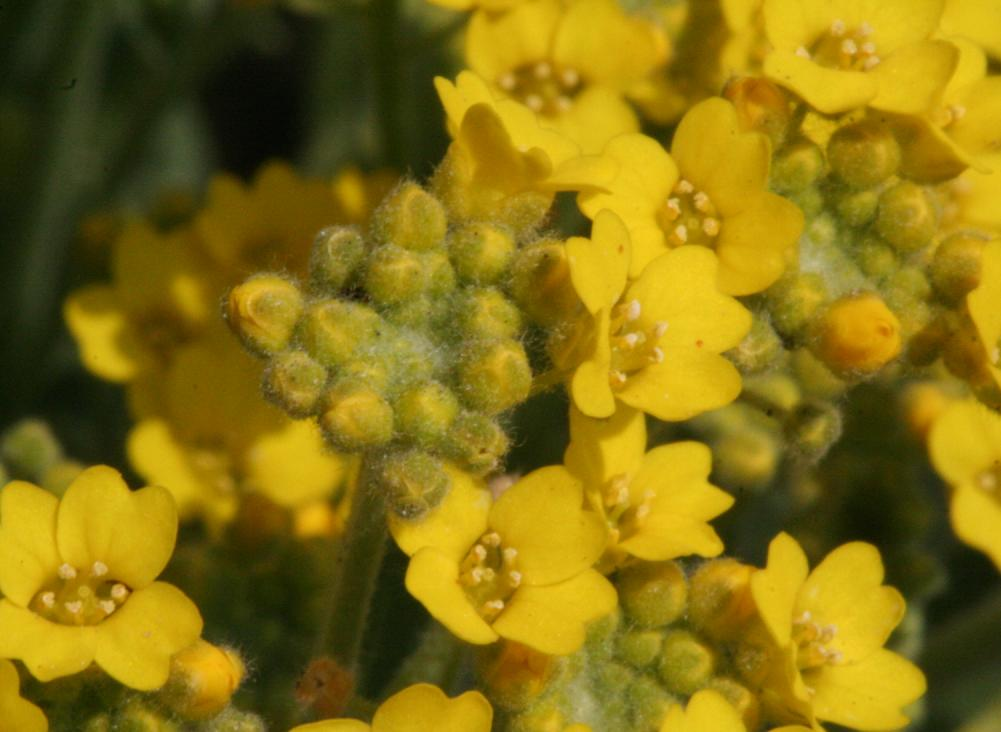
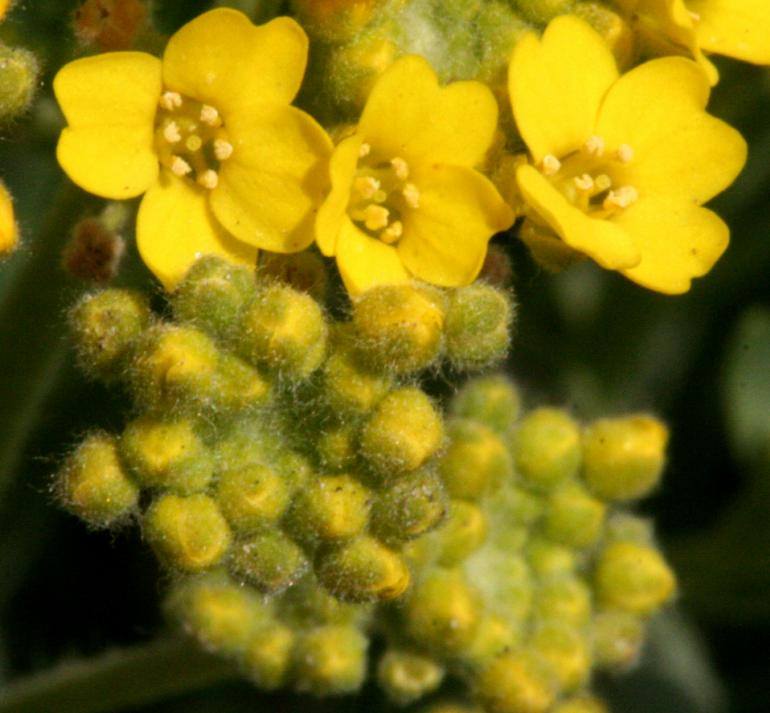
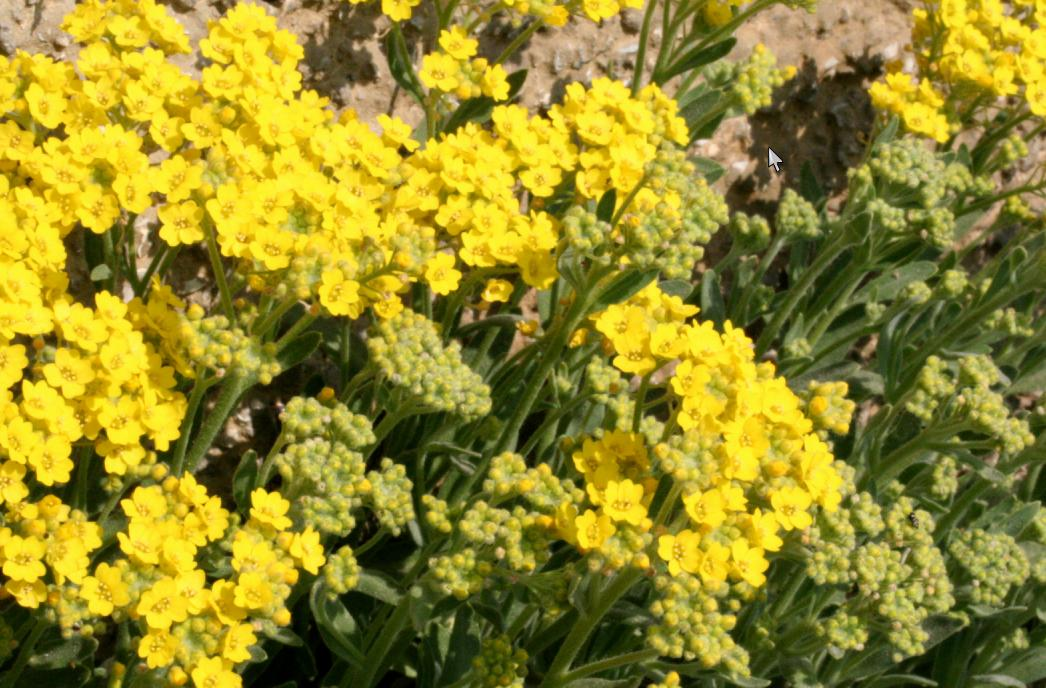
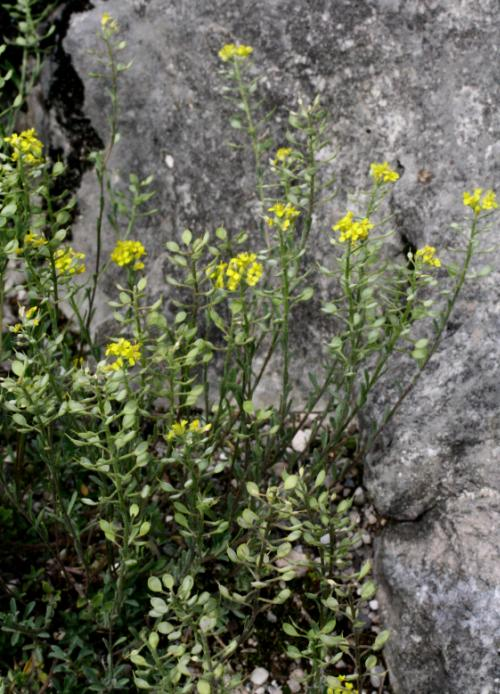
Racemi floreali